# 陸奧澤邊站
陆奥泽边站（日语：／ Mutsu-Sawabe eki */?）位于青森县西津轻郡深浦町大字泽边字吉花，是东日本旅客铁道（JR東日本）管辖的五能线上的鐵路車站。

## 历史
- 1936年7月30日 - 作为日本国有铁道车站投入运营[1]。
- 1971年10月1日 - 车站无人化改造。
- 1987年4月1日 - 国铁分割民营化后成为JR东日本车站。
- 2010年4月1日 - 管理站由深浦站变为五所川原站。

## 车站结构
侧式站台1台1线的地上车站。站房结构与五能线的東八森站、大間越站以及奥羽本线的撫牛子站相同。
五所川原站管理的无人车站。

## 使用情况
| 乘车人数变化 | 乘车人数变化     |
| 年度         | 一日平均乘车人数 |
| ------------ | ---------------- |
| 2000         | 19               |
| 2001         | 18               |
| 2002         | 16               |
| 2003         | 14               |
| 2004         | 13               |
| 2005         | 11               |
| 2006         | 10               |
| 2007         | 6                |
| 2008         | 6                |

## 相邻车站
東日本旅客铁道
■五能线
□快速
通过
■普通
陆奥岩崎－陆奥泽边－WeSPa椿山